# Casa de l'Empenyorament d'Alzira
La Casa de l'Empenyorament d'Alzira és un edifici públic situat al carrer de Sant Roc, 16, al municipi d'Alzira. És Bé de Rellevància Local amb identificador número 46.20.017-013. La casa es troba dins el nucli antic de la Vila que tot ell està catalogat com a Bé d'Interès Cultural.
L'immoble també és conegut pel nom de Casa del Carbó (pel seu ús com a dipòsit del material per al combustible) i també com a Casa Alós.

## Història i descripció
És coneguda popularment com a Casa de l'Empenyorament per haver estat Monte Pío de Labradores de la Real Villa d'Alzira i altres pobles agregats, segons consta en 1779.
Es tracta d'un habitatge, d'estil gòtic-renaixentista, a dues mans i tres alçades, que a més compta amb pati i quadra, tipologia d'habitatge propi d'una família acomodada dels segles XIX, XX . S'hi distingeixen diferents estances, les quals reprodueixen l'ambient de l'època a través del seu mobiliari, objectes, indumentària, joguines, fotografies i documents. A les golfes de la casa es poden contemplar, temporalment, diferents aspectes de la tradició local: oficis, com per exemple el sabater, la pasta de full, el argenter, l'arreglament d'escombreres i llebrers, el matalasser i el constructor de carros, entre d'altres.
La casa va ser adquirida per l'Ajuntament d'Alzira que va procedir a la seva rehabilitació i condicionament com a seu del Museu Municipal d'Alzira (MUMA).